# Сера Гарофало (Рагуза)
Сера Гарофало је насеље у Италији у округу Рагуза, региону Сицилија.
Према процени из 2011. у насељу је живело 27 становника. Насеље се налази на надморској висини од 576 м.